# The Drink Tank
The Drink Tank es un fanzine y newszine estadounidense de ciencia ficción y otros géneros fundado en California el año 2005 por Christopher Garcia, quien coedita actualmente con James Bacon.
Entre sus artículos, la revista publica textos de crítica literaria, noticias, información relacionada al fandom, historias/relatos de escritores aficionados, entrevistas asociadas al género de la ciencia ficción e información del mercado literario, musical y cinematográfico. Desde el año 2007 ha recibido ininterrumpidamente una nominación anual al Premio Hugo al mejor fanzine, alzándose con el galardón en 2011.
The Drink Tank aparece mayoritariamente con una periodicidad semanal, y el formato que utiliza para publicar su contenido es a través de una edición electrónica —o eFanzines— y también en la Blogosfera. Aunque gran parte del trabajo presente en sus páginas es de Chris Garcia, entre los que se incluyen una columna titulada 52 Weeks To Science Fiction Film Literacy que trata sobre el cine y la ciencia ficción, también ha tenido otros colaboradores, entre los que se pueden encontrar a James Bacon, Niall Harrison, Patrick Nielsen Hayden, Leigh Ann Hildebrand, Mark Valentine, Ted White, Curt Phillips, Christian McGuire y Taral Wayne, ese último con más de 50 artículos enviados a la revista; en el trabajo de arte han colaborado Frank Wu, Bill Rotsler, Taral Wayne, Espana Sheriff, Steve Green, Robert Hole, Brad W. Foster y Mo Starkey, entre otros.